# کورت آدامز
کورت آدامز (انگلیسی: Kurt Adams؛ ۱۵ دسامبر ۱۸۸۹ – ۷ اکتبر ۱۹۴۴) یک سیاست‌مدار اهل آلمان بود.